# 1860 en science-fiction
| Années de la science-fiction : 1857 - 1858 - 1859 - 1860 - 1861 - 1862 - 1863    |
| Décennies de la science-fiction : 1830 - 1840 - 1850 - 1860 - 1870 - 1880 - 1890 |

L'année 1860 a connu, en matière de science-fiction, les faits suivants :

## Naissances et décès

### Naissances
- 3 juillet : Charlotte Perkins Gilman, essayiste, romancière, et éditrice féministe américaine[1], morte en 1935.